# 異棘夢角鮟鱇
異棘夢角鮟鱇為輻鰭魚綱鮟鱇目棘茄魚亞目夢角鮟鱇科的其中一種。分布於東北大西洋區的馬德拉群島海域，屬深海魚類，棲息深度約1500公尺，雌魚體長可達17公分，雄魚不寄生在雌魚身上，體長可達2.1公分。

## 扩展阅读
維基物種上的相關：異棘夢角鮟鱇